# Szklenicowate
Szklenicowate, żaby szklane (Centrolenidae) – rodzina płazów z rzędu płazów bezogonowych (Anura).

## Zasięg występowania
Rodzina obejmuje gatunki występujące w tropikalnej Ameryce Środkowej, tropikalnych Andach, Sierra Nevada de Santa Marta w Kolumbii, Kordylierze Nadbrzeżnej w Wenezueli, na Tobago, Wyżynie Gujańskiej, Nizinie Amazonki i Mata Atlântica Brazylii.

## Podział systematyczny
Do rodziny należą następujące podrodziny:
- Centroleninae Taylor, 1951
- Hyalinobatrachinae Guayasamin, Castroviejo-Fisher, Trueb, Ayarzagüena, Rada & Vilà, 2009

oraz rodzaj o niejasnym pokrewieństwie i nieklasyfikowany w żadnej z podrodzin:
- Ikakogi Guayasamin, Castroviejo-Fisher, Trueb, Ayarzagüena, Rada & Vilà, 2009